# Valdir Pereira
Valdir Pereira, també escrit Waldyr Pereira, (Campos dos Goytacazes, Rio de Janeiro, 8 d'octubre de 1929 – Rio de Janeiro, 12 de maig de 2001), conegut com a Didi, va ser un futbolista brasiler dels anys 50.
Jugava de migcampista. Va ser 68 partits internacional amb la selecció de futbol del Brasil, amb la qual marcà 20 gols, entre 1952 i 1962. Participà a tres copes del món els anys 1954, 1958 i 1962, essent campió les dues darreres. Posteriorment fou entrenador i dirigí la selecció de futbol del Perú l'any 1970.

## Trajectòria esportiva
Com a jugador
- São Cristóvão de Futebol e Regatas (categories inferiors): 1944
- Industrial (RJ) (categories inferiors): 1945
- Centro Esportivo Rio Branco (categories inferiors): 1945
- Goytacaz Futebol Clube (categories inferiors): 1945-1946
- Americano Futebol Clube (categories inferiors): 1946
- Americano Futebol Clube: 1946
- Clube Atlético Lençoense: 1946-1948
- Madureira Esporte Clube: 1948-1949
- Fluminense Football Club: 1949-1956
- Botafogo de Futebol e Regatas: 1957-1959
- Reial Madrid: 1959-1960
- Botafogo de Futebol e Regatas: 1960-1962
- Botafogo de Futebol e Regatas: 1964
- São Paulo Futebol Clube: 1964
- Botafogo de Futebol e Regatas: 1964-1965
- CD Veracruz: 1965-1966
- São Paulo Futebol Clube: 1966

Com a entrenador
- Sporting Cristal: 1962-1963
- Sporting Cristal: 1967-1968
- Selecció de futbol del Perú: 1969-1970
- Club Atlético River Plate: 1971
- Fenerbahçe SK: 1972-1975
- Fluminense Football Club: 1975
- Cruzeiro Esporte Clube: 1977
- Botafogo de Futebol e Regatas: 1981
- Alianza Lima: 1986

- Pelé i Didi.
- Didi el 1970.